# أسفل رصة (حبيل جبر)

تعديل مصدري - تعديل

اسفل رصة هي إحدى قرى عزلة حبيل جبر بمديرية حبيل جبر التابعة لمحافظة لحج، بلغ تعداد سكانها 123 نسمة حسب تعداد اليمن لعام 2004.